# カンテラ
カンテラ（cantera）とは、スペインにおけるサッカーの育成組織のこと。直訳すると「石切り場」となる。原語音に近い表記はカンテーラである。

## 概要
スペインではヨーロッパの他のサッカー強豪国と同様に各クラブチームが育成組織を所有しており、そこで若年より選手を育成し、トップチームからデビューさせることで多くの名選手が輩出されている。そのチームのカンテラ出身者はカンテラーノと呼ばれ、州の独立性の高いスペインの特性からチームの誇りであり、大いに声援を受ける。
特にFCバルセロナのカンテラは世界的に有名であり、数々の名選手が輩出しているほか、バスク地方のクラブであるアスレティック・ビルバオやレアル・ソシエダなどもバスク純血主義の影響から特色ある運営をしている。
また、カンテラ所属選手は一般的には年少者であり、「18歳未満の選手とはプロ契約を結ぶ事が出来ない」というスペインの法律を逆手に取り、主にイングランドプレミアリーグのクラブが選手の両親に職を与えるなどして選手を引き抜いてしまう事件も度々発生している。

## FCバルセロナのカンテラ
FCバルセロナのカンテラは、ラ・マシアと呼ばれる。年齢によって分類されたカテゴリーと、年齢を問わないリザーブチームであるFCバルセロナBに分かれており、このFCバルセロナBから昇格することでようやくトップチームの選手としてプレーすることが出来る。
1990年代以降にはリオネル・メッシやアンドレス・イニエスタ、シャビ・エルナンデス、セルヒオ・ブスケツ、カルレス・プジョル、ジェラール・ピケなどを輩出し、トップチームで活躍する選手の多くはカンテラ出身である。ほか、アーセナルFCのセスク・ファブレガス（2011年に古巣・バルセロナに移籍）、SSCナポリのペペ・レイナなど、他チームで開花する選手も多い。

## レアル・マドリードのカンテラ
レアル・マドリードのカンテラも有名であり、1980年代後半のキンタ・デル・ブイトレと呼ばれたトップチームの中心選手であったエミリオ・ブトラゲーニョ、ミチェル、マルティン・バスケス、マヌエル・サンチス・オンティジュエロ、ホセ・アントニオ・カマーチョといった選手を輩出している。
2000年以後の一時期、ジネディーヌ・ジダンのようなスター選手と、フランシスコ・パボンのようなカンテラーノを組みわせる「ジダネス＆パボネス」を理想として掲げていたが、2008年12月には「優秀なカンテラ選手を起用せず、他から選手を買うことしか考えていない」として、カンテラの総責任者であり、かつてのキンタ・デル・ブイトレの一人であるミチェルが辞任している。
2017年8月現在では、ダニ・カルバハル、ナチョ、ルーカス・バスケスらがトップチームに所属している。また、他チームに移籍後、代表レベルまで成長した選手は多く、フアン・マタ、アルバロ・ネグレド、ロベルト・ソルダード、ホセ・カジェホン、エステバン・カンビアッソなどがいる。

## バスク地方のカンテラ
バスク地方では、その歴史的経緯からスペイン中央政府に対する反発が強い。この為、サッカーにおいても「外国人は入団させてもスペイン人は入団させない」と言われるほどであり、この地域のチームであるアスレティック・ビルバオとレアル・ソシエダはかつてともにバスク純血主義をとっていた（現在ではレアル・ソシエダはバスク純血主義を廃している）。この為、バスク人の若手有望選手を育てることが必要となり、カンテラが発達している。
また、この2チームを中心に、バスク人の若手有望選手を取り合うこともある。1980年代にレアル・ソシエダがバスク純血主義を廃するようになったのは、アスレティック・ビルバオがソシエダの若手有望選手を引き抜いたためとも言われている。また、未だにバスク純血主義を堅持しているアスレティック・ビルバオは同じくバスク地方を本拠地とするCAオサスナやデポルティーボ・アラベスからバスク人選手を獲得することも多い。
こうして育った選手としてはチキ・ベギリスタイン、アンドニ・スビサレッタ、ホセバ・エチェベリア、シャビ・アロンソなどがいる。ベリギスタイン、スビサレータはかつてFCバルセロナに所属し、シャビ・アロンソはレアル・マドリードに所属するなど、クラブがそれほど裕福でもないため、他クラブに移籍している例も多い。